# Prawa logiczne
Część zawartości tej strony może naruszać prawa autorskie.
Tekst źródłowy prawdopodobnie pochodzi z:
https://encyklopedia.pwn.pl/haslo/;3961798
1. Nie usuwaj tego szablonu. Zostanie on usunięty, jeżeli prawa autorskie tego artykułu zostaną wyjaśnione.
2. Jeżeli potrafisz, napisz artykuł tak, aby nie naruszał praw autorskich.
3. Jeżeli masz prawa autorskie do tej treści lub masz zgodę na publikację zgodną z naszą licencją, prosimy, napisz o tym na stronie dyskusji tego artykułu i na stronie Wikipedia:Lista NPA oraz zastosuj procedurę zamieszczania haseł wcześniej opublikowanych.
4. Artykuł zostanie usunięty, jeżeli status praw autorskich do zawartych w nim treści nie zostanie wyjaśniony.

Powielanie materiałów chronionych prawami autorskimi – bez zezwolenia właściciela tych praw – jest pogwałceniem obowiązującego prawa, jest też sprzeczne z ustaleniami Wikipedii. Osobom, które regularnie wstawiają takie materiały, może zostać odebrane uprawnienie edytowania Wikipedii.
Prawa logiczne – twierdzenia logiki, zdania prawdziwe w każdym modelu, tj. przy każdej interpretacji występujących w nich stałych pozalogicznych; szczególnie ważną funkcją praw logicznych jest to, że na ich podstawie orzeka się wynikanie logiczne jednych zdań z drugich; prawa logiczne są podstawą (lub schematami) operacji dokonywanych w logice (dowodzenia, wnioskowania, uzasadniania). Praw logiki klasycznej jest nieskończenie wiele. Wybiera się często dla przykładu jedynie nieliczne spośród praw, które z różnych względów historycznych i naukotwórczych są najczęściej wyróżniane w opracowaniach podręcznikowych:

## Klasyczny rachunek zdań
| nazwa prawa                                   | wzory (formuły) |
| --------------------------------------------- | --- |
| tożsamości                                    | {\displaystyle p\rightarrow p;} {\displaystyle p\equiv p} |
| niesprzeczności                               | {\displaystyle \sim (p\ \land \sim p);} |
| wyłączonego środka                            | {\displaystyle p\ \lor \sim p;} |
| podwójnego przeczenia                         | {\displaystyle \sim (\sim p)\equiv p} |
| symplifikacji                                 | {\displaystyle q\rightarrow (p\rightarrow q)} |
| sylogizmu hipotetycznego                      | {\displaystyle (p\rightarrow q)\rightarrow [(q\rightarrow r)\rightarrow (p\rightarrow r)]} |
| eksportacji                                   | {\displaystyle [(p\land q)\rightarrow r]\rightarrow [p\rightarrow (q\rightarrow r)]} |
| importacji                                    | {\displaystyle [p\rightarrow (q\rightarrow r)]\rightarrow [(p\land q)\rightarrow r]} |
| komutacji                                     | {\displaystyle [p\rightarrow (q\rightarrow r)]\equiv [q\rightarrow (p\rightarrow r)]} |
| dylematu                                      | {\displaystyle [(p\rightarrow r)\ \land (q\rightarrow r)\ \land (p\lor q)]\rightarrow r;} {\displaystyle [(p\rightarrow q)\ \land (r\rightarrow s)\ \land (p\lor r)]\rightarrow (q\ \lor s)}                                                      |
| pochłaniania                                  | {\displaystyle [p\ \lor (q\ \lor \sim q)]\equiv (q\ \lor \sim q);} {\displaystyle [p\ \land (q\ \land \sim q)]\equiv (q\ \land \sim q);} {\displaystyle [p\ \land (q\ \lor \sim q)]\equiv p;} {\displaystyle [p\ \lor (q\ \land \sim q)]\equiv p} |
| rozdzielności alternatywy względem koniunkcji | {\displaystyle [p\ \lor (q\ \land r)]\equiv [(p\ \lor q)\ \land (p\ \lor r)]} |
| rozdzielności koniunkcji względem alternatywy | {\displaystyle [p\ \land (q\ \lor r)]\equiv [(p\ \land q)\ \lor (p\ \land r)]} |
| Dunsa Szkota                                  | {\displaystyle p\rightarrow (\sim p\rightarrow q)} |
| De Morgana                                    | {\displaystyle \sim (p\ \land q)\equiv (\sim p\ \lor \sim q);} {\displaystyle \sim (p\ \lor q)\equiv (\sim p\ \land \sim q);} |

## Rachunek predykatów pierwszego rzędu
| nazwa prawa                                                    | wzory (formuły) |
| -------------------------------------------------------------- | --- |
| niesprzeczności                                                | {\displaystyle \sim \bigvee x(Px\ \land \sim Px)} |
| wyłączonego środka                                             | {\displaystyle \bigwedge x(Px\ \lor \sim Px)} |
| kwantyfikatora ogólnego względem implikacji                    | {\displaystyle \bigwedge x(Px\rightarrow Qx)\rightarrow (\bigwedge xPx\rightarrow \bigwedge xQx);} {\displaystyle \bigwedge x(Px\rightarrow Qx)\rightarrow (\bigvee xPx\rightarrow \bigvee xQx)} |
| rozdzielności kwantyfikatora szczegółowego względem implikacji | {\displaystyle \bigvee x(Px\rightarrow Qx)\equiv (\bigvee xPx\rightarrow \bigvee xQx)} |
| De Morgana                                                     | {\displaystyle \sim \bigwedge xPx\equiv \bigvee x\sim Px;} {\displaystyle \sim \bigvee xPx\equiv \bigwedge x\sim Px}                                                                             |

## Wielowartościowy rachunek zdań
| Zapis symboliczny                                            | Objaśnienie                                                                               |
| {\displaystyle p\rightarrow p^{*}}                           | „jeżeli p, to możliwe jest, że p”                                                         |
| {\displaystyle p^{+}\rightarrow p^{*}}                       | „jeżeli konieczne jest, że p, to możliwe jest, że p”                                      |
| {\displaystyle p^{-}\rightarrow ^{\sim }p}                   | „jeżeli niemożliwe jest, że p, to nieprawda, że p”                                        |
| {\displaystyle p^{*}\equiv (^{\sim }p\rightarrow p)}         | „możliwe jest, że p, wtedy i tylko wtedy, gdy jeżeli nie p, to p” (Twierdzenie Tarskiego) |
| {\displaystyle p^{+}\equiv ^{\sim }(p\rightarrow ^{\sim }p)} | „konieczne jest, że p, wtedy i tylko wtedy, gdy nieprawda, że jeżeli p, to nie p”         |